# Batesville (Alabama)
Batesville es una comunidad no incorporada en el condado de Barbour, Alabama, Estados Unidos.

## Historia
Batesville recibió su nombre de la plantación de William Michael Bates, quien se mudó al área desde Carolina del Sur en 1845. Una oficina de correos operó bajo el nombre de Batesville desde 1854 hasta 1942.
Fort Browder, un pequeño fuerte de madera, fue construido cerca de Batesville para usarlo como protección durante la Guerra Creek de 1836. La Compañía D del 15º Regimiento de Infantería de Alabama se organizó ahí y se conoció como "Fort Browder Roughs".